# Добринці
Добри́нці (болг. Добринци) — село в Кирджалійській області Болгарії. Входить до складу общини Джебел.

## Населення
За даними перепису населення 2011 року у селі проживали 133 особи.
Національний склад населення села:
| Національність   | Кількість осіб | Відсоток |
| ---------------- | -------------- | -------- |
| турки            | 92             | 69,2%    |
| болгари          | 0              | 0%       |
| цигани           | 0              | 0%       |
| інша             | 0              | 0%       |
| не визначились   | 41             | 30,8%    |
| Всього відповіли | 133            |          |

Розподіл населення за віком у 2011 році:
Динаміка населення: